# Ionogramm

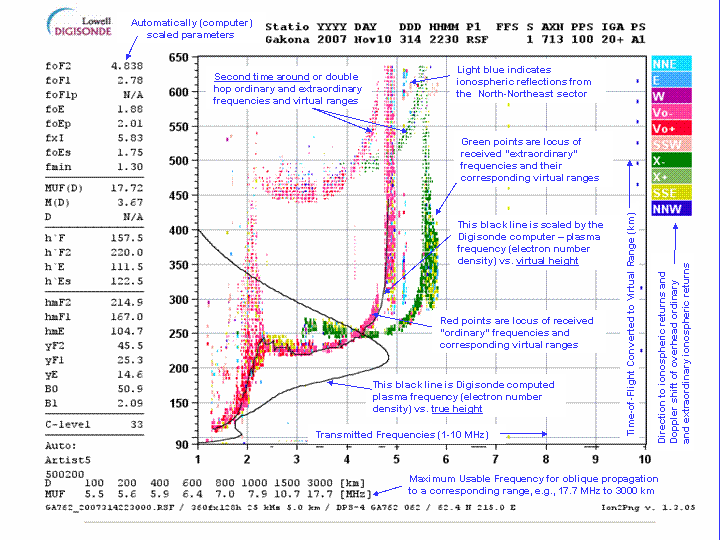
Beispiel-Ionogramm mit Kenngrößen und Erläuterungen

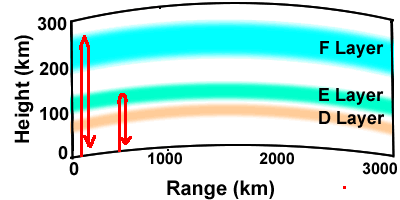
Radar-Prinzip: Je nach Frequenz dringen die Signale unterschiedlich tief in die Ionosphäre ein (die des linken Signals liegt höher als die des rechten).

Ein Ionogramm ist die Darstellung der Laufzeit eines von einer Ionosonde abgestrahlten und von der Ionosphäre reflektierten Signals über die Frequenz. Sie dienen der Messung des Ionisationsgrades und der Höhe der Ionosphärenschichten.

## Prinzip
Die Ionosonde, eine nach dem Radar-Prinzip arbeitende Messstation, sendet ein senkrecht auf die Ionosphäre treffendes Signal, das gewöhnlich einen Frequenzbereich von 0,1 bis 30 MHz durchläuft, und misst die Laufzeit des empfangenen Echos, aus der die Höhe der Reflexion bestimmt wird.
Mit zunehmender Frequenz wird das Signal weniger stark zurückgebrochen und dringt somit tiefer in die Ionosphäre ein, bevor es reflektiert wird. Durch das tiefere Eindringen vergrößert sich die gemessene Höhe der Schicht, die auch virtuelle Höhe genannt wird. Befindet sich die Sonde oberhalb der Ionosphäre (Satellit), verringert sich die virtuelle Höhe. Beim Überschreiten der sogenannten kritischen Frequenz ist die Ionosphäre nicht mehr in der Lage, das Signal zu reflektieren.
Ein Ionogramm ist hilfreich bei der Bestimmung der günstigsten Arbeitsfrequenz für Funkverbindungen im Kurzwellenbereich.

## Messwerte in Ionogrammen
Die International Union of Radio Science (URSI) definiert bzw. standardisiert in ihrem von W.R.Piggott und K.Rawer herausgegebenen Handbook of Ionogram Interpretation and Reduction die messbaren Kenngrößen der Ionosphäre im Kontext der Auswertung von Ionogrammen. Die wichtigsten sind im Folgenden:
| Abkürzung | Bedeutung                                         | Abkürzung | Bedeutung                                                      |
| --------- | ------------------------------------------------- | --------- | -------------------------------------------------------------- |
| foF2      | kritische (maximale) Frequenz der F2-Schicht      | h'F       | die minimale, virtuelle Höhe der F-Schicht als ganze           |
| foF1      | kritische (maximale) Frequenz der F1-Schicht      | h'F2      | die minimale, virtuelle Höhe des Ladungsmaximums der F-Schicht |
| foE       | kritische (maximale) Frequenz der E-Schicht       | h'E       | die minimale, virtuelle Höhe der E-Schicht als ganze           |
| fxI       | Spread F Index                                    | hmF2      | Höhe des Maximums der F2-Schicht                               |
| fmin      | minimale Frequenz, ab der eine Reflexion auftritt | hmF1      | Höhe des Maximums der F1-Schicht                               |
|           |                                                   | hmE       | Höhe des Maximums der E-Schicht                                |

## Weitere Ionogramme

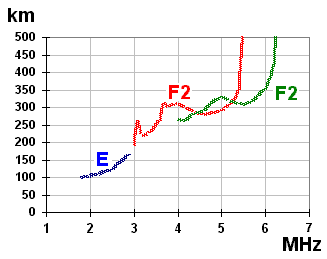
Ionogramm mit Beschriftung der zugehörigen Ionosphärenschicht